# Cleora antipodaria
Cleora antipodaria là một loài bướm đêm trong họ Geometridae.